# Partido Progressista Reformador
O Partido Progressista Reformador (PPR) foi um partido político brasileiro criado após a fusão entre o Partido Democrático Social e o Partido Democrata Cristão em convenção nacional no dia 4 de abril de 1993.

## Surgimento
Sucessor de legendas surgidas ou recriadas durante a reforma partidária de 1979 no governo João Figueiredo, o Partido Progressista Reformador tinha em Paulo Maluf, então prefeito de São Paulo, sua liderança mais forte e conhecida. Para que a nova legenda nascesse, PDS e PDC realizaram convenções em separado antes de decidirem pela união e mesmo com a proposta sacramentada, houve uma disputa interna sobre qual seria o nome da nova agremiação e nisso venceu a proposta do senador Jarbas Passarinho.
Em termos geopolíticos a fusão combinou a relevância havida pelo PDS no Centro-Sul do país e os enclaves do PDC na Amazônia e no Nordeste. A nova legenda reuniu ao todo nove senadores e sessenta e oito deputados federais integrantes da terceira maior bancada do Congresso Nacional, tendo como líderes o senador Epitácio Cafeteira e o deputado José Luís Maia enquanto a presidência nacional da agremiação coube ao senador Esperidião Amin. Suas bancadas no Congresso Nacional foram constituídas após 8 de junho de 1993 quando o Tribunal Superior Eleitoral deferiu o seu pedido de registro.
Além da prefeitura de São Paulo com Paulo Maluf, o PPR detinha as cidades de Boa Vista com Teresa Surita, Manaus com Amazonino Mendes e Palmas com Eduardo Siqueira Campos conforme estabeleceram as eleições de 1992 e também governava o Acre, então administrado por Romildo Magalhães.

## Participação e desempenho eleitorais
Nascido para fazer oposição ao Governo Itamar Franco, o PPR apresentou Esperidião Amin como candidato a presidente e Gardênia Gonçalves como vice-presidente em 1994 numa empreitada onde o partido ficou em sexto lugar com 1.739.458 votos, equivalentes a 2,75% do total. Ao final do pleito, contudo, o partido elegeu três governadores de estado, dois senadores, 51 deputados federais e 113 deputados estaduais.
Em 14 de setembro de 1995 se fundiu com o Partido Progressista e assim formou o Partido Progressista Brasileiro (PPB) que deu sustentáculo aos dois governos de Fernando Henrique Cardoso e, em 2003, mudou sua denominação para Partido Progressista, mudando novamente de nome em 2017 para o atual Progressistas.
Utilizava o 11 como número identificador da sigla, assim como ia ser feito pelos sucessores - Partido Progressista Brasileiro (1995 a 2003), Partido Progressista (2003 a 2017) e Progressistas (2017 até hoje) - e seu antecessor, o Partido Democrático Social, substituto da Aliança Renovadora Nacional (ARENA).

## Genealogia partidária do PPR
|                                               |  |                                               | Partido Social Liberal (PSL) 1994–2022    | Partido Social Liberal (PSL) 1994–2022          |  | União Brasil (UNIÃO) 2022–presente              | União Brasil (UNIÃO) 2022–presente  | União Brasil (UNIÃO) 2022–presente |
| Aliança Renovadora Nacional (ARENA) 1966–1979 |  | Partido da Frente Liberal (PFL) 1985–2007     | Partido da Frente Liberal (PFL) 1985–2007 | Democratas (DEM) 2007–2022                      |  | União Brasil (UNIÃO) 2022–presente              | União Brasil (UNIÃO) 2022–presente  | União Brasil (UNIÃO) 2022–presente |
| Aliança Renovadora Nacional (ARENA) 1966–1979 |  | Partido Democrático Social (PDS) 1980–1993    |                                           | Partido Progressista Reformador (PPR) 1993–1995 |  | Partido Progressista Brasileiro (PPB) 1995–2003 | Partido Progressista (PP) 2003–2017 | Progressistas (PP) 2017–presente   |
|                                               |  | Partido Democrata Cristão (PDC) 1985–1993     |                                           | Partido Progressista Reformador (PPR) 1993–1995 |  | Partido Progressista Brasileiro (PPB) 1995–2003 | Partido Progressista (PP) 2003–2017 | Progressistas (PP) 2017–presente   |
|                                               |  | Partido Social Trabalhista (PST) 1988–1993    |                                           | Partido Progressista (PP) 1993–1995             |  | Partido Progressista Brasileiro (PPB) 1995–2003 | Partido Progressista (PP) 2003–2017 | Progressistas (PP) 2017–presente   |
|                                               |  | Partido Trabalhista Renovador (PTR) 1985–1993 |                                           | Partido Progressista (PP) 1993–1995             |  | Partido Progressista Brasileiro (PPB) 1995–2003 | Partido Progressista (PP) 2003–2017 | Progressistas (PP) 2017–presente   |

## Participação e desempenho eleitoral

### Participação em eleições presidenciais
| Ano  | Imagem          | Candidato(a) a Presidente | Candidato a Vice-Presidente | Coligação     | Votos     | %     | Colocação | Ref.   |
| ---- | --------------- | ------------------------- | --------------------------- | ------------- | --------- | ----- | --------- | ------ |
| 1994 | Espiridião Amin | Esperidião Amin (PPR)     | Gardênia Gonçalves (PPR)    | Sem coligação | 1.739.894 | 2,75% | 6.º       | [ 13 ] |